# Gemeindereferent
Gemeindereferent ist ein pastoraler Beruf in der römisch-katholischen Kirche in Deutschland. Zur Ausübung ist ein akademischer Abschluss in Angewandter Theologie (Religionspädagogik) / Praktischer Theologie oder ein kirchlich anerkanntes Abschlussexamen und eine pastorale Ausbildung nötig.

## Geschichte
Der Beruf Gemeindereferent hat nach dem Zweiten Vatikanischen Konzil die zuvor fast ausschließlich von Frauen ausgeübte Tätigkeit der Seelsorgehelferin abgelöst. Diese gab es im deutschsprachigen Raum seit Anfang des 20. Jahrhunderts. Erste Schritte in Richtung eines Berufes gehen auf das Engagement Wilhelm Wiesens und Margarete Ruckmichs in den 1920er Jahren zurück. 1928 kommt es zur Gründung der „Gemeindehelferinnenschule“ durch den Deutschen Caritasverband in Freiburg. Seit den 1970er Jahren gibt es den Zugang zum Beruf über das Fachhochschul-Diplom in Religionspädagogik. In dieser Zeit entstand auch die Bezeichnung Gemeindereferent / Gemeindereferentin. Das Berufsbild der Gemeindereferenten ist mit dem der Pastoralreferenten sehr eng verwandt, in einigen Diözesen identisch, denn die Aufgabengebiete sind oft die gleichen. Voraussetzung für den Beruf des Pastoralreferenten ist allerdings ein Universitätsstudium der Katholischen Theologie. In der Diözese Münster wird nicht mehr zwischen Gemeinde- und Pastoralreferent unterschieden, sondern alle laienpastoralen Dienste erhalten die Berufsbezeichnung Pastoralreferent. Dadurch wird deutlich, dass die beiden kirchlichen Berufe Gemeinde- und Pastoralreferent sich nur durch die akademische Bildung unterscheiden. Selbst die zweite Ausbildungsphase nach dem Studium absolvieren Gemeinde- und Pastoralreferenten gemeinsam.
Durch die sich stark wandelnde religiöse Landschaft in Deutschland ist der Beruf vielen Veränderungen unterworfen. Die früher übliche Tätigkeit in nur einer Pfarrgemeinde weicht dem Einsatz in sogenannten Pfarrverbänden, Seelsorgeeinheiten oder Pfarreiverbünden sowie der so genannten Kategorialseelsorge (zum Beispiel im Krankenhaus, beim Militär). Neben der unmittelbaren pastoralen und religionspädagogischen Tätigkeit ist zunehmend auch die Begleitung und Qualifikation von Ehrenamtlichen sowie konzeptionelle Arbeit erforderlich. Nahezu alle Diözesen betonen die hohe Bedeutung des Berufes für ihre seelsorgliche Arbeit.

## Ausbildung
Um diesen Beruf ausüben zu können, ist ein praxisorientiertes theologisches, religionspädagogisches Studium an einer Fachhochschule (früher mit Abschluss Diplom (FH) heute Bachelor of Arts in Angewandte Theologie (Religionspädagogik) resp. Praktischer Theologie) oder an einer kirchlichen Fachschule / Fachakademie erforderlich; einige Diözesen akzeptieren auch einen theologischen Fernkurs. Der Studienabschluss wird als erste Dienstprüfung anerkannt. Die zweite Ausbildungsphase erfolgt in der anstellenden Diözese. Die (Erz-)Bistümer in Deutschland unterhalten hierzu eigene Ausbildungsleitungen, die auch über Zulassung, Berufsvorbereitung und Einstellung von Interessenten (mit-)entscheiden. Die Studiengänge an den Fachhochschulen zeichnen sich durch relativ kleine Gruppengrößen von Studierenden aus.
Das Studium dauert in der Regel sechs Semester und umfasst theologische, humanwissenschaftliche und spirituelle Inhalte. Im Anschluss hieran erfolgt eine zwei- bis dreijährige berufspraktische Ausbildung, vergleichbar mit einem Referendariat, in den Diözesen; hierbei tragen die Auszubildenden die Bezeichnung Gemeindeassistent. In der Berufseinführung absolvieren die Gemeindeassistenten verschiedene Kurse und Weiterbildungen und reflektieren ihr berufliches Handeln in Abstimmung mit der diözesanen Ausbildungsleitung. Die insgesamt also ca. sechs Jahre dauernde Ausbildung endet mit der zweiten Dienstprüfung, vergleichbar mit dem zweiten Staatsexamen in der jeweiligen Diözese. Sie beinhaltet eine pastorale und eine schulische (Religionsunterricht) Prüfung, sowie eine schriftliche Abschlussarbeit. Im Anschluss an die zweite Dienstprüfung erfolgt die Übernahme in den unbefristeten Dienst bei der jeweiligen Diözese. Ein Wechsel der Diözese ist möglich.
Es ist durchaus möglich, dass nach dem ersten Bachelorabschluss auch ein weiteres Studium absolviert werden kann. Die Katholische Hochschule Mainz bietet z. B. ab dem Wintersemester 2018/19, ein Bachelor-Doppelstudium in Kooperation mit dem Fachbereich Soziale Arbeit an. In insgesamt zehn Semestern kann so auch ein Bachelor in sozialer Arbeit mit staatlicher Anerkennung als Sozialarbeiter erworben werden. Aber der Bachelorabschluss erlaubt auch ein anschließendes Masterstudium z. B. an der Universität Bamberg im Masterstudiengang „Religion und Bildung“ oder an der Universität Münster mit dem Masterstudiengang „Christentum in Kultur und Gesellschaft“. Auch das Magisterstudium in Theologie kann nach Erlangung des Bachelors angeschlossen werden. Die Anerkennung von Studienleistungen obliegt allerdings der jeweiligen Universität. 
Ausbildungsstandorte in Deutschland sind Benediktbeuern, Eichstätt, Mainz, Paderborn und seit dem Wintersemester 2018/19, Freiburg. In Paderborn gehört es zur Ausbildung, dass die Studenten ein Jahr gemeinsam im Pauluskolleg wohnen. Auch in Mainz gehört es zur Pflicht, dass Studierende aus den Bistümern Limburg, Mainz und Speyer ein Jahr zusammen im Dr.-Maria-Reinartz-Haus (Kolleg) zusammen wohnen. Ferner ist es möglich, über Theologie im Fernkurs zum Gemeindereferenten ausgebildet zu werden. Der Fernstudiengang „Pastoraltheologie“ befähigt, in der Gemeinde hauptberuflich, nebenberuflich oder ehrenamtlich pastorale Dienste wahrzunehmen.

## Berufsbild
Die deutschen (Erz-)Diözesen haben das Berufsbild des Gemeindereferenten klar bestimmt. Seine Tätigkeitsschwerpunkte liegen in den drei Grunddiensten der Kirche:

### Verkündigung
- in der Sakramentenkatechese (Vorbereitung auf die Taufe, Erstkommunion, Firmung und Hochzeit)
- im Unterrichten an Grund-, Haupt- und Realschule im Fach kath. Religion
- in der Begleitung katholischer Verbände und Vereine (z. B. KAB, kfd, Kolping)
- in der Erwachsenenbildung
- in der Begleitung und Gewinnung neuer ehrenamtlicher Arbeiter
- in Einzelgesprächen und Hausbesuchen

### Liturgie
- im Vorbereiten und Leiten von Gottesdiensten (z. B. Wortgottesdiensten, Andachten)
- in der Begleitung von Liturgiekreisen
- in der Heranbildung und Begleitung von Mitarbeitern für die Gottesdienstgestaltung

### Diakonie
- in der katholischen Jugendarbeit (z. B. Jugendgruppen, Jugendverbände, Ministranten, offene Jugendarbeit)
- in der Seniorenarbeit
- in Einzelhilfe, Besuchsdiensten und Krankenbesuchen
- in der Begleitung von Helfergruppen und Selbsthilfegruppen

### Koinonia
- in der Mitwirkung im Team der hauptamtlichen Seelsorger
- in der Mitgliedschaft im Pfarrgemeinderat und anderen Gremien
- im Einladen und Zusammenführen von Menschen in den Gemeinden

In den letzten zehn bis zwanzig Jahren hat sich – aufgrund des Priestermangels, aber auch wegen der Abnahme des ehrenamtlichen Engagements – das Berufsbild noch erweitert. Hinzugekommen sind:
- Dienst als kirchlicher Ansprechpartner vor Ort (z. B. Bürodienst in einem Pfarramt)
- Vertretung des Pfarrers bei repräsentativen und administrativen Aufgaben
- Leitung von Beerdigungsfeiern
- Predigtdienst (z. B. bei Wortgottesfeiern und Kinderkatechese, in vereinzelten Diözesen auch in Eucharistiefeier)
- Öffentlichkeitsarbeit (z. B. Homepage, Pfarrbrief)
- Betriebsseelsorge in Firmen und Institutionen vor Ort
- Unterrichten im Fach kath. Religion an weiterführenden Schulen

Darüber hinaus übernehmen Gemeindereferenten die Vertretung der Gemeinden und ihrer Gruppen und Gremien gegenüber den übergeordneten Ebenen: bei Konferenzen des (Erz-)Bistums zu Fragen der Jugendseelsorge, bei Pastoralkonferenzen des Dekanates und den Konferenzen der einzelnen kirchlichen Berufsverbände.

## Entzug der missio canonica und Kündigung(schutz)
Zum Fall einer Änderungskündigung einer Gemeindereferentin nach Entzug der kirchlichen Beauftragung – wegen Verletzung ihrer Residenzpflicht – erging eine Leitentscheidung des BAG mit seinem Urteil vom 10. April 2014 (2 AZR 812/12).